# Notfallkoffer

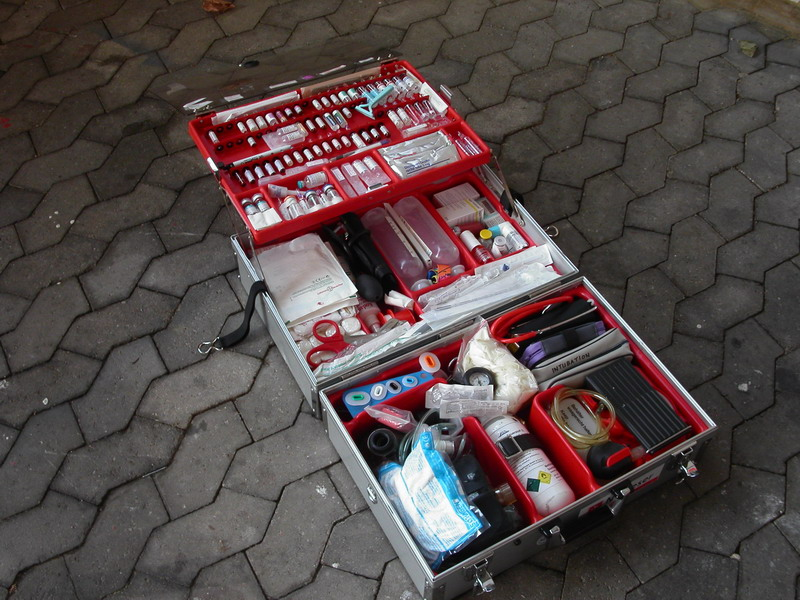
Geöffneter Notfallkoffer

Ein Notfallkoffer ist ein Koffer, der Materialien zur Diagnose und Therapie von medizinischen Notfällen, wie zum Beispiel akuten Erkrankungen, Verletzungen oder Vergiftungen, enthält. In jedem Rettungsmittel wird ein Notfallkoffer mitgeführt.

## Inhalt und Normung
Meistens werden die Notfallkoffer dem Einsatzgebiet sowie der Qualifikation und den Vorlieben des Benutzers entsprechend bestückt, es gibt aber auch genormte Typen mit einer festgelegten Mindestausrüstung.

### Notfallkoffer mit Notfall-Ausrüstung
Der gängigste Notfallkoffer umfasst die Notfall-Ausrüstung nach DIN 13232 (früher Notfall-Arztkoffer genannt). Gemäß Norm umfasst er drei Module: Modul A umfasst notfallmedizinische Grundausrüstung. Dieses Modul ist als einziges verpflichtend zu verlasten. Modul B dient der Diagnostik und Behandlung von Erwachsenen, wohingegen Modul C auf Notfälle mit Säuglingen oder Kindern ausgelegt ist und die DIN 13233 (siehe unten) ersetzt. Zulässige Kombinationen sind A + B (Notfall-Ausrüstung Erwachsene), A + C (Notfall-Ausrüstung Kinder) oder A + B + C (Notfallausrüstung Kinder und Erwachsene).
Der Notfallkoffer beinhaltet standardmäßig neben Verbandsmaterial auch Medizintechnik für invasive Maßnahmen wie Thoraxdrainagen oder Zentrale Venenkatheter, aber auch das normale Material wie Beatmungsbeutel mit mehreren Masken, Intubationsbesteck, Stethoskop und eine Pupillenleuchte. Des Weiteren wird in der Regel vom jeweils verantwortlichen Notarzt festgelegt, welche Arzneimittel zur präklinischen Versorgung mitgeführt werden.
Ein separater Notfall-Arztkoffer für Säuglinge und Kleinkinder war in der DIN 13233 genormt und unterschied sich im Inhalt vor allem durch seine Ausrichtung auf die pädiatrischen Notfälle und enthielt so Material in kleineren Größen, spezielle Medikamente sowie Kanülen zur intraossären Infusionstherapie. Er wurde 2011 durch eine novellierte Fassung der DIN 13232 (siehe oben) ersetzt.
Notfallkoffer in Arzt- oder Zahnarztpraxen sind meist nicht so umfangreich wie Notfallkoffer im Rettungsdienst ausgerüstet. Der Handel bietet hier beispielsweise spezielle Koffer an, bei denen auf das Intubationsbesteck verzichtet wird und andere Ausrüstungsgegenstände vorbereitet sind (z. B. Beatmungsbeutel bereits mit der Sauerstoffquelle verbunden).
Es gibt heute bereits intelligente Notfallkoffer (Erste-Hilfe-Systeme / Notfall-Systeme) mit integriertem Defibrillator (AED), die automatisch eine Sprachverbindung zur Sanitätsnotrufzentrale herstellen um den Ersthelfer von einer geschulten Fachperson zu unterstützen, sich über M2M-Modul und IoT überwachen lassen, per SMS Helfer in der Umgebung alarmieren und für die Rettungskräfte genaue Daten zum Standort liefern (Standorthinterlegung, GPS-Koordinaten). Dies hilft im Notfall Fehler zu vermeiden und erheblich Zeit in der Rettungskette einzusparen.
| Ausrüstungsgegenstände | Stückzahl Modul | Stückzahl Modul | Stückzahl Modul |
| Ausrüstungsgegenstände | A               | B               | C               |
| --- | --------------- | --------------- | --------------- |
| Absauggerät nach DIN ISO 10079-2 | 1               |                 |                 |
| Einmal-Absaugkatheter mit Endöffnung, Gr. CH 18 |                 | 1               |                 |
| Einmal-Absaugkatheter mit Endöffnung, Gr. CH 12 |                 |                 | 1               |
| Einmal-Absaugkatheter mit Endöffnung, Gr. CH 14 |                 |                 | 1               |
| Einmal-Absaugkatheter mit Endöffnung, Gr. CH 16 |                 |                 | 1               |
| Baby Schleimabsauger |                 |                 | 1               |
| Beatmungsbeutel für Erwachsene nach DIN EN ISO 10651-4 |                 | 1               |                 |
| Beatmungsbeutel für Säuglinge und Kinder nach DIN EN ISO 10651-4 |                 |                 | 1               |
| Peep-Ventil | 1               |                 |                 |
| Bakterienfilter für Beatmungsbeutel | 1               |                 |                 |
| Beatmungsmaske in verschiedenen Größen |                 | 2               |                 |
| Beatmungsmaske für Säuglinge, Kleinkinder und Schulkinder |                 |                 | 3               |
| Guedel-Tubus in verschiedenen Größen |                 | 2               |                 |
| Guedel-Tubus für Säuglinge, Kleinkinder und Schulkinder |                 |                 | 3               |
| Larynxmaske / -tubus für Erwachsene |                 | 1               |                 |
| Larynxmaske / -tubus für Säuglinge, Kleinkinder und Schulkinder |                 |                 | 2               |
| Laryngoskopgriff | 1               |                 |                 |
| Spatel |                 | 2               | 2               |
| Magillzange für Erwachsene |                 | 1               |                 |
| Magillzange für Kinder |                 |                 | 1               |
| Trachealtubus ohne Ballon nach DIN ISO 5361-2 mit Konnektor nach DIN ISO 7228 |                 |                 |                 |
| 3 mm |                 |                 | 1               |
| 4 mm |                 |                 | 1               |
| 4,5 mm |                 |                 | 1               |
| 5 mm |                 |                 | 1               |
| Trachealtubus mit Ballon nach DIN ISO 5361-2 mit Konnektor nach DIN ISO 7228 |                 |                 |                 |
| 6 mm |                 | 1               |                 |
| 7 mm |                 | 1               |                 |
| 8 mm |                 | 1               |                 |
| Einführungsmandrin flexibel für Erwachsene |                 | 1               |                 |
| Einführungsmandrin flexibel für Kinder |                 |                 | 1               |
| Blutdruckmessgerät mit elastischem Messglied | 1               |                 |                 |
| Blutdruckmanschette für Erwachsene |                 | 1               |                 |
| Blutdruckmanschette für Kinder |                 |                 | 1               |
| Stethoskop | 1               |                 |                 |
| Diagnostikleuchte | 1               |                 |                 |
| Reflexhammer | 1               |                 |                 |
| Blutzucker-Teststreifen, Packung mit mindestens 5 Streifen (ersetzbar durch elektrisches Blutzucker-Messgerät) | 1               |                 |                 |
| Fieberthermometer | 1               |                 |                 |
| Packung Desinfektionsmittel Hautdesinfektiona | 1               |                 |                 |
| Venenverweilkanüle, verschiedene Größen |                 | 3               | 3               |
| Fixierpflaster | 6               |                 |                 |
| Intraossäres Punktionsgerät, geeignet für Kinder und Erwachsene | 1               |                 |                 |
| 500 ml Vollelektrolytlösung | 1               |                 |                 |
| Infusionsgerät nach DIN 58362-1 | 1               |                 |                 |
| Kolloidales Volumenersatzmittel, 500 ml | 1               |                 |                 |
| Staubinde elastisch | 1               |                 |                 |
| Pinzette, mind 140 mm | 1               |                 |                 |
| Nadelhalter | 1               |                 |                 |
| Arterienklemme | 1               |                 |                 |
| Einmal-Skalpell | 1               |                 |                 |
| Schere DIN 58279 — B 190 | 1               |                 |                 |
| Kompresse – 100 mm × 100 mm | 6               |                 |                 |
| Fixierbinde DIN 61634 – FB 8 | 2               |                 |                 |
| Verbandpäckchen DIN 13151 – M | 2               |                 |                 |
| Verbandtuch DIN 13152 – A | 1               |                 |                 |
| Verbandtuch DIN 13152 – BR | 1               |                 |                 |
| Wundschnellverband DIN 13019 – E 10 cm × 6 cm | 8               |                 |                 |
| Heftpflaster DIN 13019 – A 5 m × 2,5 cm | 1               |                 |                 |
| Rettungsdecke – 2,1 m × 1,6 m | 1               |                 |                 |
| Hände-Desinfektionsmittel mind. 50 ml | 1               |                 |                 |
| Paar OP-Handschuhe DIN EN 455, steril | 2               |                 |                 |
| Paar Einmalhandschuhe nach DIN EN 455, groß | 4               |                 |                 |
| Paar Einmalhandschuhe nach DIN EN 455, mittel | 4               |                 |                 |
| Mundschutz, Schutzklasse FFP3 | 2               |                 |                 |
| Einmalspritze 2 ml nach DIN EN ISO 7886-1 | 5               |                 |                 |
| Einmalspritze 10 ml nach DIN EN ISO 7886-1 | 5               |                 |                 |
| Einmalspritze 20 ml nach DIN EN ISO 7886-1 | 2               |                 |                 |
| Einmalkanüle, steril Größe 1 | 10              |                 |                 |
| Kanülensammelbox | 1               |                 |                 |
| Thoraxdrainage, steril, Größe CH 28 | 1               |                 |                 |
| Ein Inhaltsverzeichnis ist der Notfall-Ausrüstung beizuführen. Die zusätzliche Ausstattung mit Sauerstoffgeräten und Sauerstoffreservoirbeuteln ist zulässig. Arzneimittel sind vom Anwender gesondert zu beschaffen. |                 |                 |                 |

### Sanitätskoffer
Weiterhin gibt es den Sanitätskoffer, entsprechend der DIN 13155. Dieser ist weniger für die Verwendung im Rettungsdienst gedacht, sondern soll dem Sanitäter (siehe DIN 13050) im täglichen Dienst, im Katastrophen- und Zivilschutz und/oder dem Betriebssanitäter eine Grundausstattung zur erweiterten Ersten Hilfe zur Verfügung stellen. Der Sanitätskoffer darf nicht mit dem Sanitätskasten gemäß der zurückgezogenen Norm DIN 14143, oder der Sanitätstasche gemäß der zurückgezogenen DIN 13160 verwechselt werden.
| Ausrüstungsgegenstände | Stückzahl |
| --- | --------- |
| Absauggerät nach DIN EN ISO 10079-2 | 1         |
| Einmal-Absaugkatheter mit Endöffnung, in drei Größen | 6         |
| Beatmungsbeutel für Erwachsene nach DIN EN ISO 10651-4 | 1         |
| Beatmungsmaske, in drei Größen | 3         |
| Guedel-Tubus, in drei Größen | 3         |
| Larynxtubus, in zwei Größen mit Blocker-Spritze | 2         |
| Blutdruckmessgerät für Erwachsene nach DIN EN ISO 81060-1 | 1         |
| Bügelstethoskop | 1         |
| Diagnostikleuchte | 1         |
| Heftpflaster DIN 13019 – A 5 m × 2,5 cm | 2         |
| Wundschnellverband DIN 13019 – E 10 cm × 6 cm | 16        |
| Fingerkuppenverband | 8         |
| Pflasterstrip – 19 mm × 72 mm | 8         |
| Pflasterstrip – 25 mm × 72 mm | 16        |
| Verbandpäckchen DIN 13151 – K | 2         |
| Verbandpäckchen DIN 13151 – M | 4         |
| Verbandpäckchen DIN 13151 – G | 2         |
| Verbandtuch DIN 13152 – A | 1         |
| Verbandtuch DIN 13152 – BR | 1         |
| Kompresse – 100 mm × 100 mm | 6         |
| Augenkompresse – einzeln steril verpackt, Mindestmaße 50 mm × 70 mm | 2         |
| Fixierbinde DIN 61634 – FB 6 | 3         |
| Fixierbinde DIN 61634 – FB 8 | 3         |
| Netzverband für Extremitäten – min. 4 m gedehnt | 1         |
| Dreiecktuch DIN 13168 – D | 2         |
| Kälte-Sofort-Kompresse min. 200 cm² | 2         |
| Schere DIN 58279 – B 190 | 1         |
| Rettungsdecke – 2,1 m × 1,6 m | 1         |
| Vliesstoff-Tuch – min. 200 mm × 300 mm | 10        |
| Folienbeutel – min. 300 mm × 400 mm | 2         |
| Paar Einmalhandschuhe nach DIN EN 455 mittel/groß | 8         |
| hygienische Händereinigungs- oder Händedesinfektionsmittel mind. 100 ml                                                                                                  | 1         |
| Universell einsetzbares Schienenmaterial | 2         |
| HWS-Schiene | 1         |
| Verletztenanhängekarte | mind. 1   |
| Splitterpinzette | 1         |
| Mittel zum Entfernen von Zecken | mind. 1   |
| Ein Inhaltsverzeichnis ist dem Sanitätskoffer beizuführen. Die zusätzliche Ausstattung mit Sauerstoffgerät, Sauerstoffreservoirbeutel und Inhalationsmaske ist zulässig. |           |

## Ein- oder Zweikoffersysteme
Statt eines Koffers, der sämtliches Material enthält, werden in Praxis mancherort zwei Koffern parallel verwendet. Hier wird das Material in einem Notfallkoffer Atmung mit Sauerstoff, Beatmung, Intubation, Absaugung sowie einem Notfallkoffer Kreislauf mit Infusionen, Medikamenten, Diagnostik- und Verbandmaterial getrennt gelagert. Dadurch sind die Koffer deutlich leichter, rückenschonender zu tragen und entsprechend ihrem Inhalt am Patienten positionierbar (Atmungskoffer an das Kopfende, Kreislaufkoffer neben dem Patienten).
Nachteilig ist an diesem System, dass zwei anstatt eines Koffers zu tragen sind, Material gegebenenfalls doppelt vorzuhalten ist und unter Umständen aus Gründen der Bequemlichkeit ein Koffer nicht mitgenommen wird.

## Behältnis
Das Material ist ein stabiler Koffer aus Aluminium oder Kunststoff. Als Alternative zum Koffer als solches gibt es Notfalltaschen und Notfallrucksäcke, die meist aus Cordura oder Complan-Material gefertigt sind. Taschen und Rucksäcke haben ein geringeres Eigengewicht und lassen sich bequemer tragen und sind rückenschonend. Dadurch sind sie besonders in Einsatzfällen mit längeren Wegen zum Patienten, wie beim Rettungsdienst im ländlichen Bereich oder bei der Bergrettung besser geeignet. Dies gilt auch für enge Wohnungen und Treppenhäuser, da Rucksäcke für den Einsatz meist nicht komplett geöffnet werden müssen. Im Gegensatz zu Koffern öffnet man nur das Fach, welches man gerade benötigt. Somit verschmutzen die Materialien auch nicht so schnell. Weiterhin kann man Corduragewebe in Haushaltswaschmaschinen waschen. Das Gewebe leidet nur minimal.
Nachteilig ist bei Rucksäcken und Taschen, dass bei schlechter Packweise die recht empfindlichen Umverpackungen von z. B. Spritzen und Kanülen leichter verknicken und letzten Endes defekt sind und somit ausgetauscht werden müssen. Auch leidet, abhängig von der Packweise, die Übersichtlichkeit, da Materialien leichter verrutschen können als in starren Koffern. Bei neueren Modellen wird aber versucht, diesem Nachteil mit Fixierschlaufen, einklettbaren Klarsichtinnentaschen und Trennstegen entgegenzuwirken.

Notfallrucksäcke
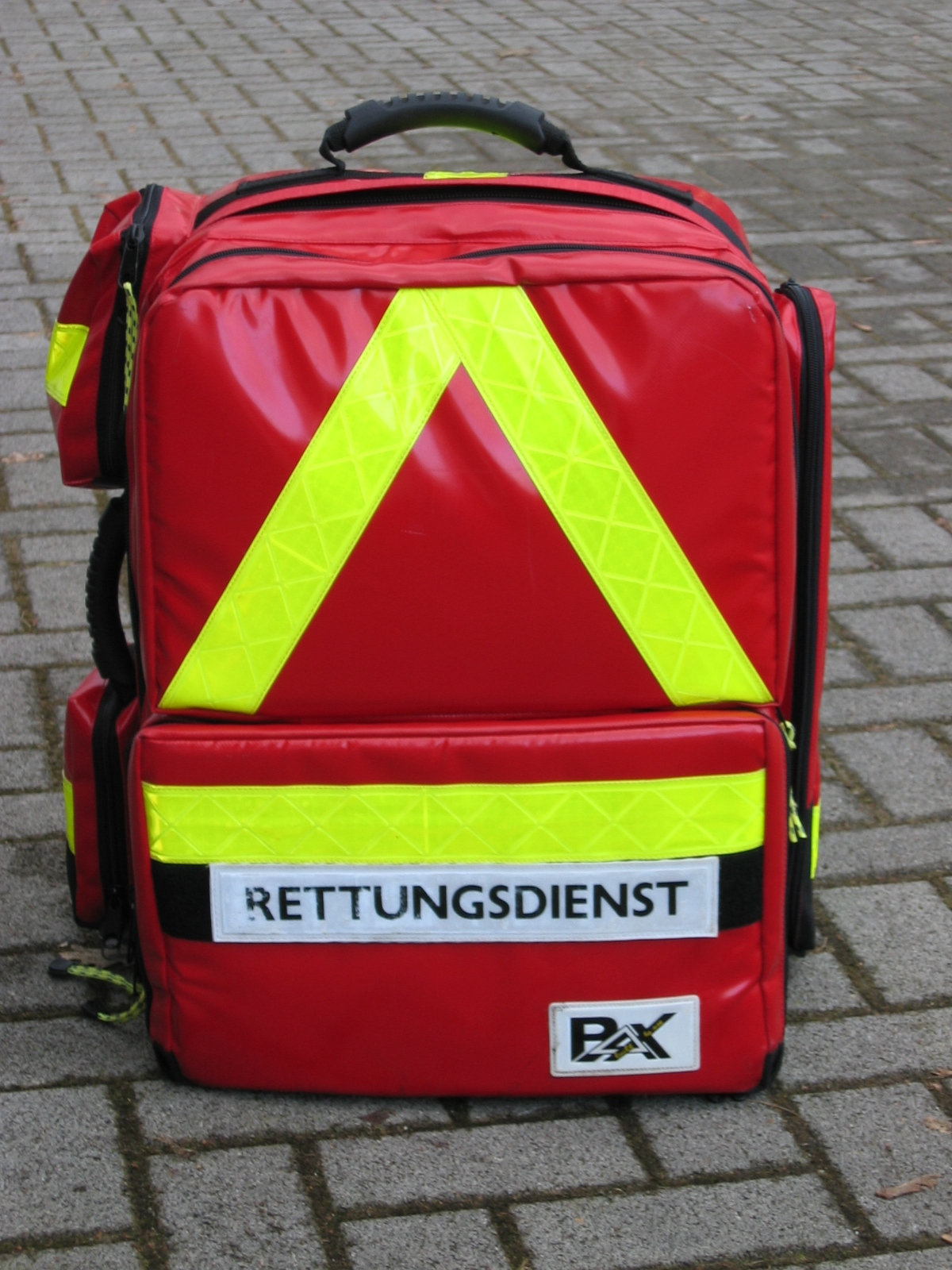
Eine Alternative zum Notfallkoffer: Ein Notfallrucksack aus einem RTW
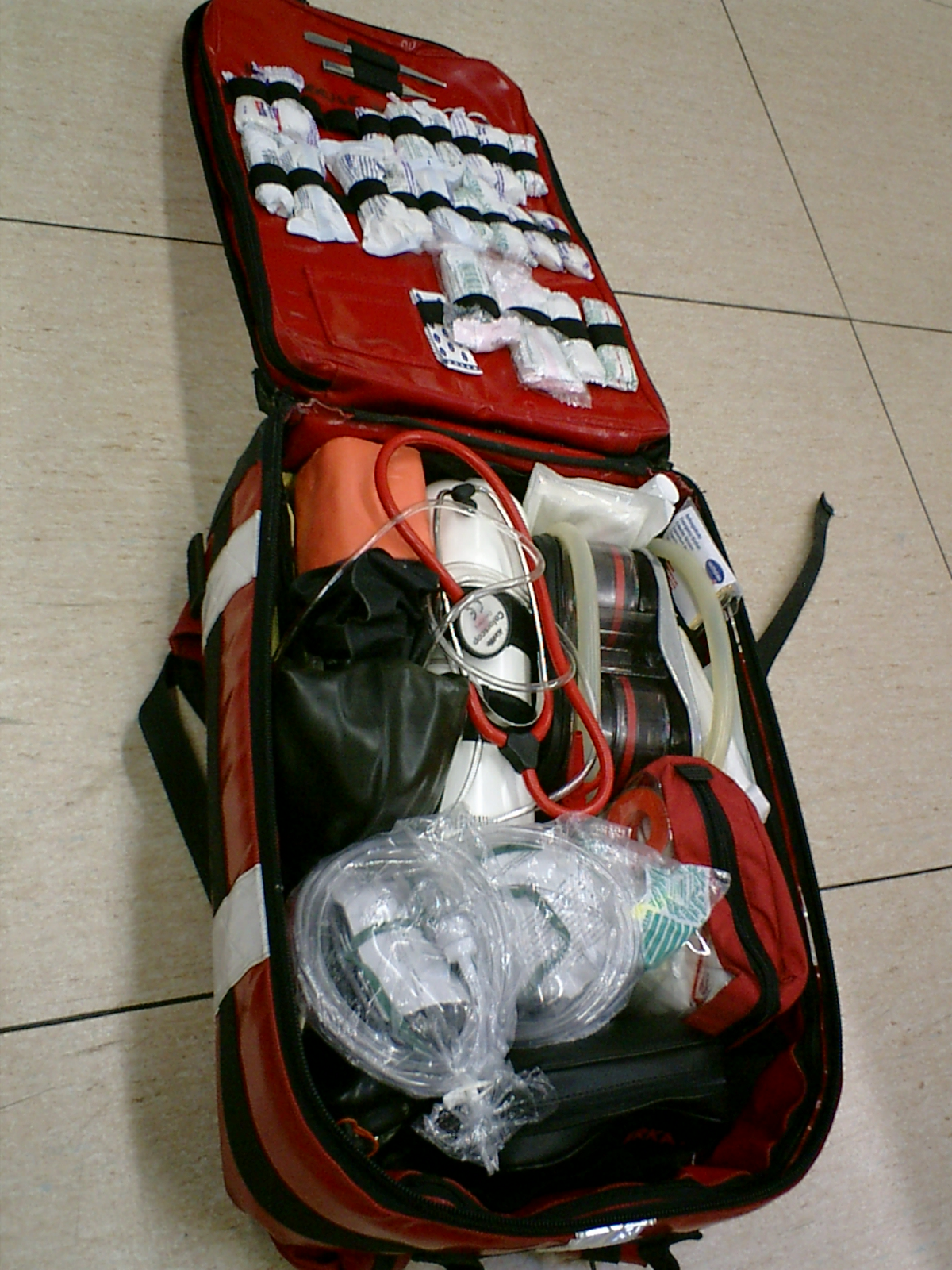
Ein kompletter, geöffneter Nofallrucksack
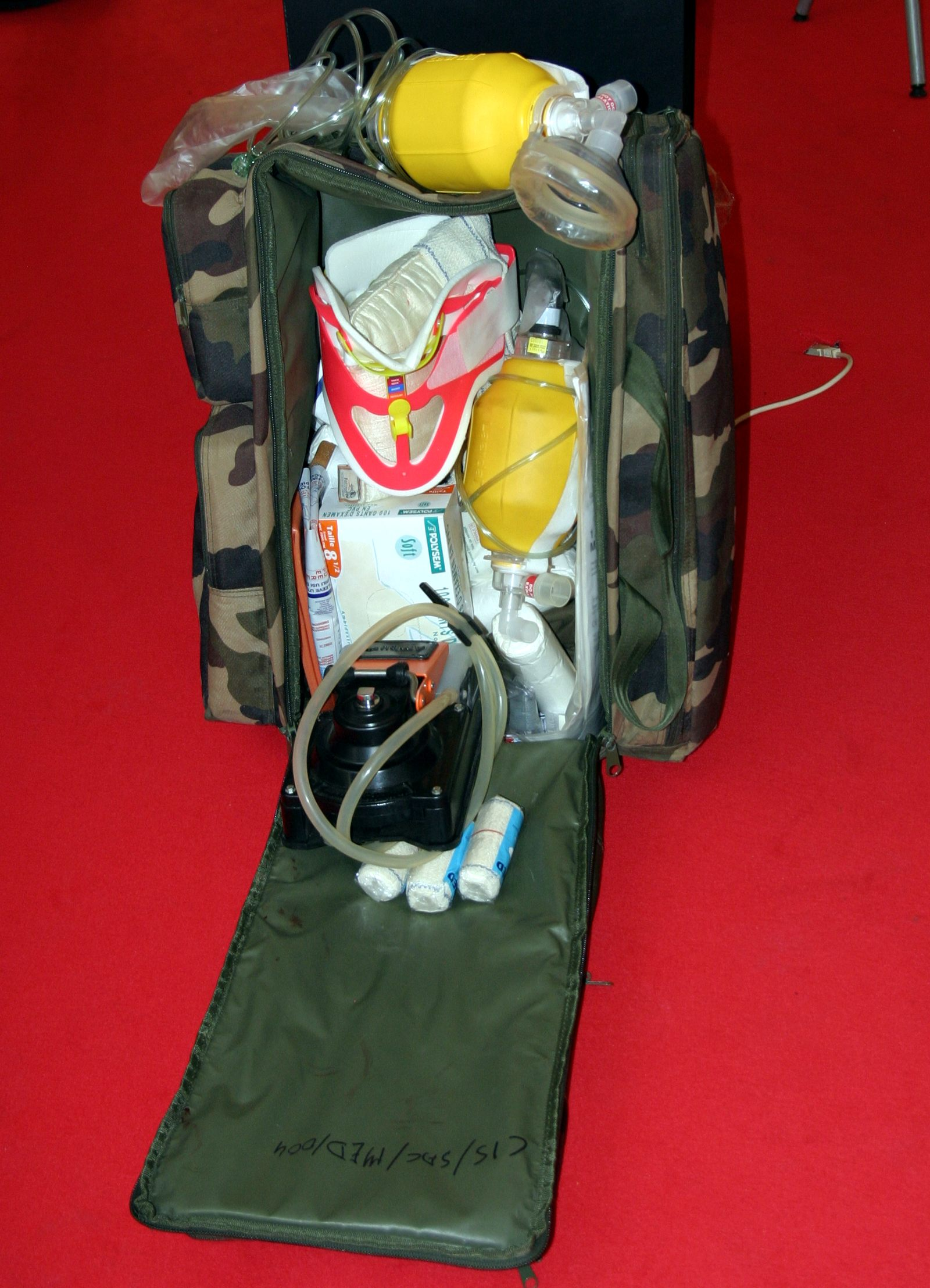
Geöffneter Notfallrucksack der französischen Armee